# Carrières-sous-Poissy
Carrières-sous-Poissy és un municipi francès, situat al departament d'Yvelines i a la regió de Illa de França. L'any 2007 tenia 13.976 habitants.
Forma part del cantó de Poissy, del districte de Saint-Germain-en-Laye i de la Comunitat urbana Grand Paris Seine et Oise.

## Demografia

### Població
El 2007 la població de fet de Carrières-sous-Poissy era de 13.976 persones. Hi havia 4.736 famílies, de les quals 1.205 eren unipersonals (523 homes vivint sols i 682 dones vivint soles), 1.021 parelles sense fills, 2.048 parelles amb fills i 462 famílies monoparentals amb fills.
La població ha evolucionat segons el següent gràfic:
Habitants censats

### Habitatges
El 2007 hi havia 5.090 habitatges, 4.842 eren l'habitatge principal de la família, 11 eren segones residències i 237 estaven desocupats. 1.931 eren cases i 3.056 eren apartaments. Dels 4.842 habitatges principals, 2.291 estaven ocupats pels seus propietaris, 2.465 estaven llogats i ocupats pels llogaters i 86 estaven cedits a títol gratuït; 243 tenien una cambra, 666 en tenien dues, 996 en tenien tres, 1.770 en tenien quatre i 1.166 en tenien cinc o més. 3.225 habitatges disposaven pel capbaix d'una plaça de pàrquing. A 2.620 habitatges hi havia un automòbil i a 1.423 n'hi havia dos o més.

### Piràmide de població
La piràmide de població per edats i sexe el 2009 era:
| Homes | Edats   | Dones |
| ----- | ------- | ----- |
| 0     | 95 o +  | 8     |
| 20    | 90 a 94 | 40    |
| 8     | 85 a 89 | 64    |
| 24    | 80 a 84 | 64    |
| 88    | 75 a 79 | 84    |
| 100   | 70 a 74 | 108   |
| 152   | 65 a 69 | 172   |
| 256   | 60 a 64 | 148   |
| 296   | 55 a 59 | 196   |
| 572   | 50 a 54 | 396   |
| 432   | 45 a 49 | 496   |
| 584   | 40 a 44 | 536   |
| 504   | 35 a 39 | 588   |
| 544   | 30 a 34 | 624   |
| 680   | 25 a 29 | 560   |
| 468   | 20 a 24 | 484   |
| 597   | 15 a 19 | 568   |
| 600   | 10 a 14 | 452   |
| 596   | 5 a 9   | 460   |
| 468   | 0 a 4   | 396   |

## Economia
El 2007 la població en edat de treballar era de 9.626 persones, 7.254 eren actives i 2.372 eren inactives. De les 7.254 persones actives 6.334 estaven ocupades (3.323 homes i 3.011 dones) i 919 estaven aturades (430 homes i 489 dones). De les 2.372 persones inactives 497 estaven jubilades, 918 estaven estudiant i 957 estaven classificades com a «altres inactius».

### Ingressos
El 2009 a Carrières-sous-Poissy hi havia 5.361 unitats fiscals que integraven 14.809 persones, la mediana anual d'ingressos fiscals per persona era de 18.842 €.

### Activitats econòmiques
Dels 383 establiments que hi havia el 2007, 8 eren d'empreses extractives, 1 d'una empresa alimentària, 2 d'empreses de fabricació de material elèctric, 3 d'empreses de fabricació d'elements pel transport, 18 d'empreses de fabricació d'altres productes industrials, 67 d'empreses de construcció, 76 d'empreses de comerç i reparació d'automòbils, 30 d'empreses de transport, 27 d'empreses d'hostatgeria i restauració, 10 d'empreses d'informació i comunicació, 8 d'empreses financeres, 14 d'empreses immobiliàries, 48 d'empreses de serveis, 53 d'entitats de l'administració pública i 18 d'empreses classificades com a «altres activitats de serveis».
Dels 98 establiments de servei als particulars que hi havia el 2009, 2 eren oficines de correu, 3 oficines bancàries, 3 tallers de reparació d'automòbils i de material agrícola, 2 tallers d'inspecció tècnica de vehicles, 2 autoescoles, 12 paletes, 12 guixaires pintors, 11 fusteries, 8 lampisteries, 12 electricistes, 5 empreses de construcció, 6 perruqueries, 1 veterinari, 15 restaurants, 3 agències immobiliàries i 1 saló de bellesa.
Dels 24 establiments comercials que hi havia el 2009, 2 eren hipermercats, 2 supermercats, 1 una botiga de més de 120 m², 2 fleques, 3 carnisseries, 1 una peixateria, 1 una llibreria, 2 botigues d'equipament de la llar, 1 una botiga d'equipament de la llar, 1 una botiga d'electrodomèstics i 8 floristeries.
L'any 2000 a Carrières-sous-Poissy hi havia 5 explotacions agrícoles.

## Equipaments sanitaris i escolars
Els 5 equipaments sanitaris que hi havia el 2009 eren farmàcies.
El 2009 hi havia 6 escoles maternals i 6 escoles elementals. Carrières-sous-Poissy disposava de 2 col·legis d'educació secundària amb 679 alumnes.

## Poblacions més properes
El següent diagrama mostra les poblacions més properes.